# Gustav Meretta

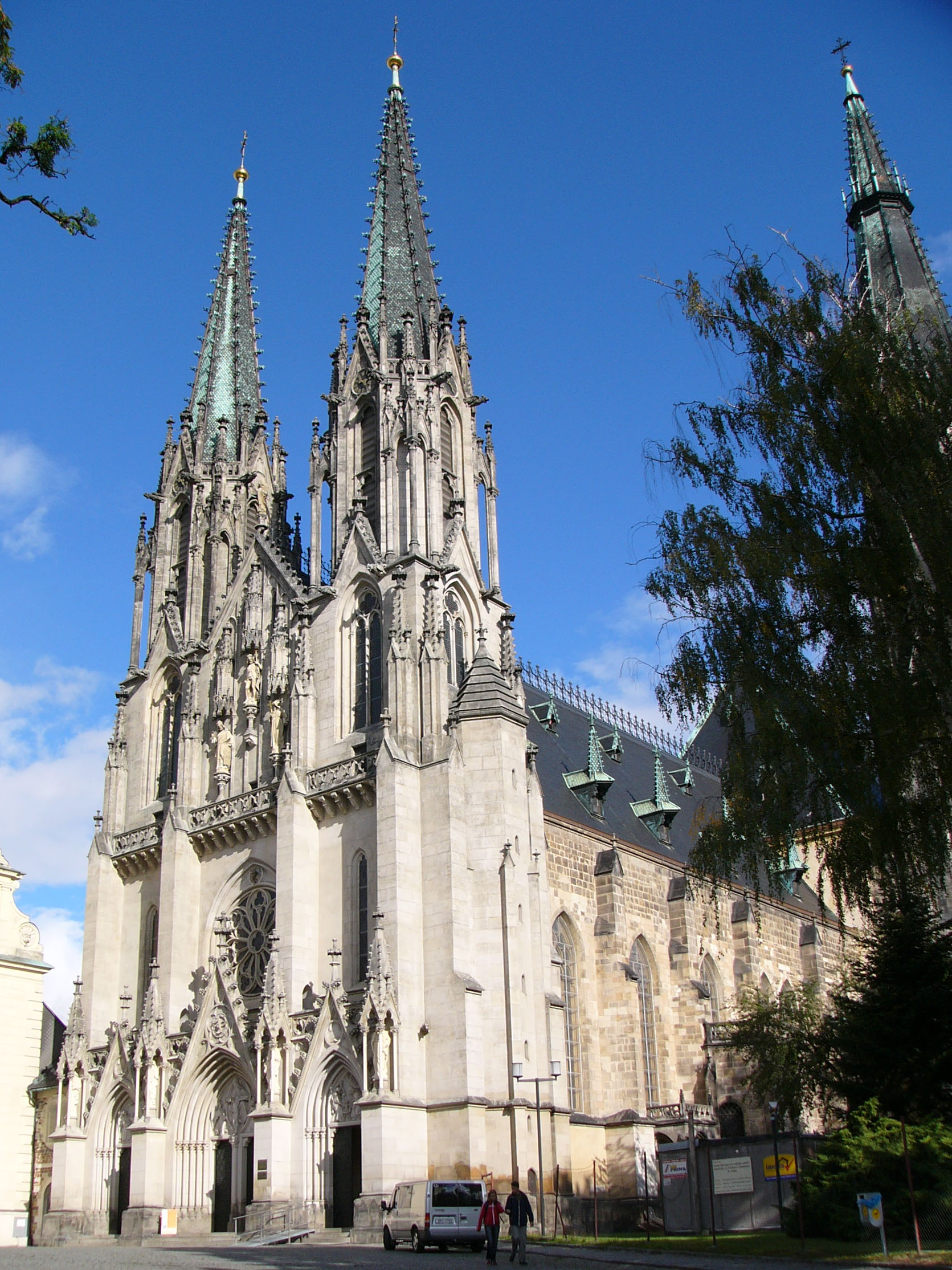
Gustav Meretta: Katedrála svatého Václava v Olomouci

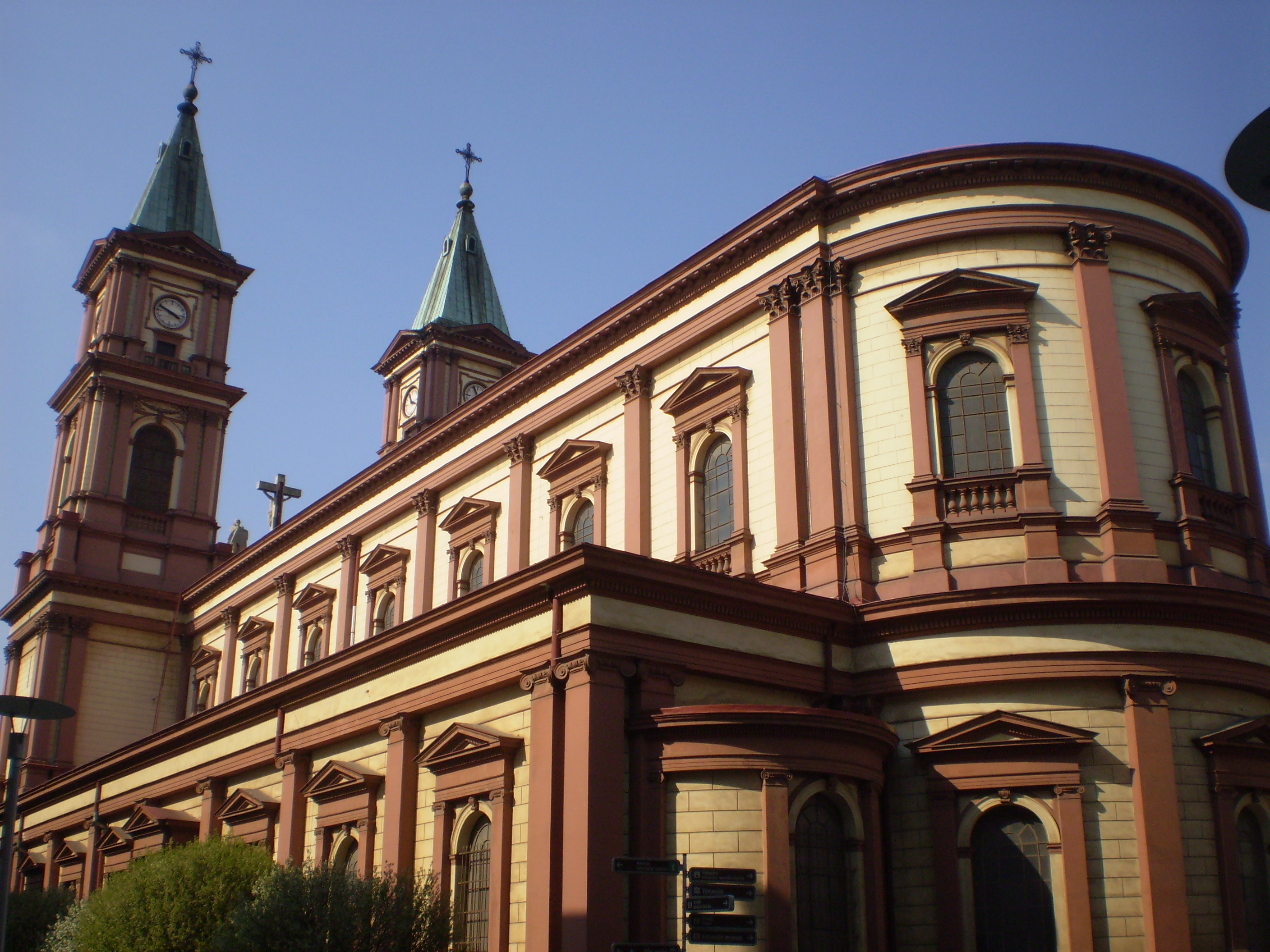
Pohled na hlavní loď Katedrály Božského Spasitele v Ostravě

Gustav Meretta (26. červenec 1832 Brno – 4. srpen 1888 Olomouc) byl přední rakouský architekt a restaurátor sakrálních staveb působící především na Moravě a ve Slezsku.

## Život
Studoval v Brně na Technickém učilišti, později ve Vídni. Od roku 1858 působil v projekční kanceláři při Arcibiskupství olomouckém, v roce 1882 se stal jejím stavebním ředitelem.
Na objednávku kardinála Bedřicha Fürstenberga vytvořil ve spolupráci s Richardem Völkelem návrh přestavby katedrály svatého Václava v Olomouci v neogotickém stylu (1883–1893), jenž je pokládán za jeho vrcholné dílo.
Dokončení další neméně slavné stavby – katedrály Božského Spasitele v Ostravě (1883–1889) s neorenesančním průčelím se již nedožil.
Věnoval se restaurování starších, především gotických památek. Je představitelem přísného restaurátorského purismu.

## Dílo

### Novostavby
- 1865–1870: Kostel Nanebevzetí Panny Marie s farou v Liptani
- 1869–1871: Kostel svatého Ondřeje ve Slezských Pavlovicích
- 1869–1873: Kostel svaté Kateřiny ve Slezských Rudolticích
- 1871–1872: Klášter sester sv. Karla Boromejského ve Frýdlantu nad Ostravicí
- 1872–1875: Kostel svatého Floriana s farou v Bochoři
- 1873–1879: Kostel Nanebevzetí Panny Marie ve Staré Vsi
- 1875–1876: Provinční dům kláštera sester sv. Kříže v Napajedlích
- 1875–1877: Justiční akademie (bývalá reálka) v Kroměříži
- 1881–1884: Kostel sv. Petra a Pavla v Ratajích
- 1883–1889: Katedrála Božského Spasitele v Ostravě

### Restaurování a přestavby
- 1872 Balustráda Měšťanského domu u radnice v Kroměříži
- 1878–1887: Restaurování gotického kostela svatého Mořice v Olomouci – nerealizováno
- 80. léta 19. století: regotizace kostela Neposkvrněného početí Panny Marie v Olomouci. Nový oltář zakoupen v Německu. Odebrány barokní oltáře a místo nich přidány novogotické. Přidána novogotická kazatelna. Většina Merettových novogotických úprav odstraněna při rekonstrukci v 80. letech 20. století. Novogotický oltář odstraněn při úpravách po povodních v roce 1997. Z něj zůstal v kostele jen svatostánek postavený na nový podstavec.
- 1881: Stavba věže kostela Neposkvrněného Početí Panny Marie v Uherském Brodě
- 1882–1890: Přestavba kostela sv. Maří Magdaleny v Hovězí
- 1883: Přestavba kostela sv. Maří Magdaleny v Osoblaze
- 1883–1893: Katedrála svatého Václava v Olomouci (1873–1899)

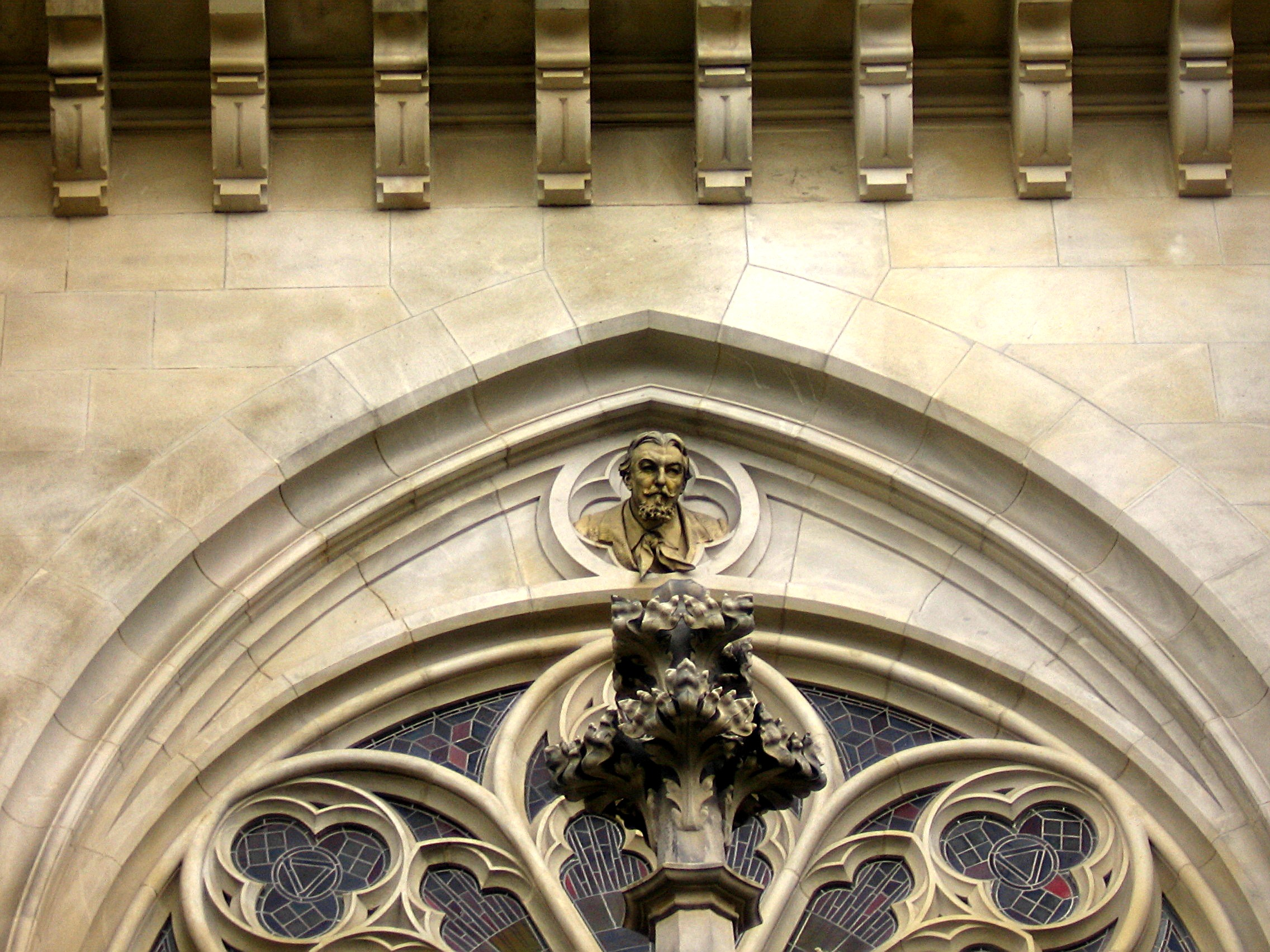
Umístění portrétní busty Gustava Meretty nad rozetou v průčelí katedrály svatého Václava v Olomouci.
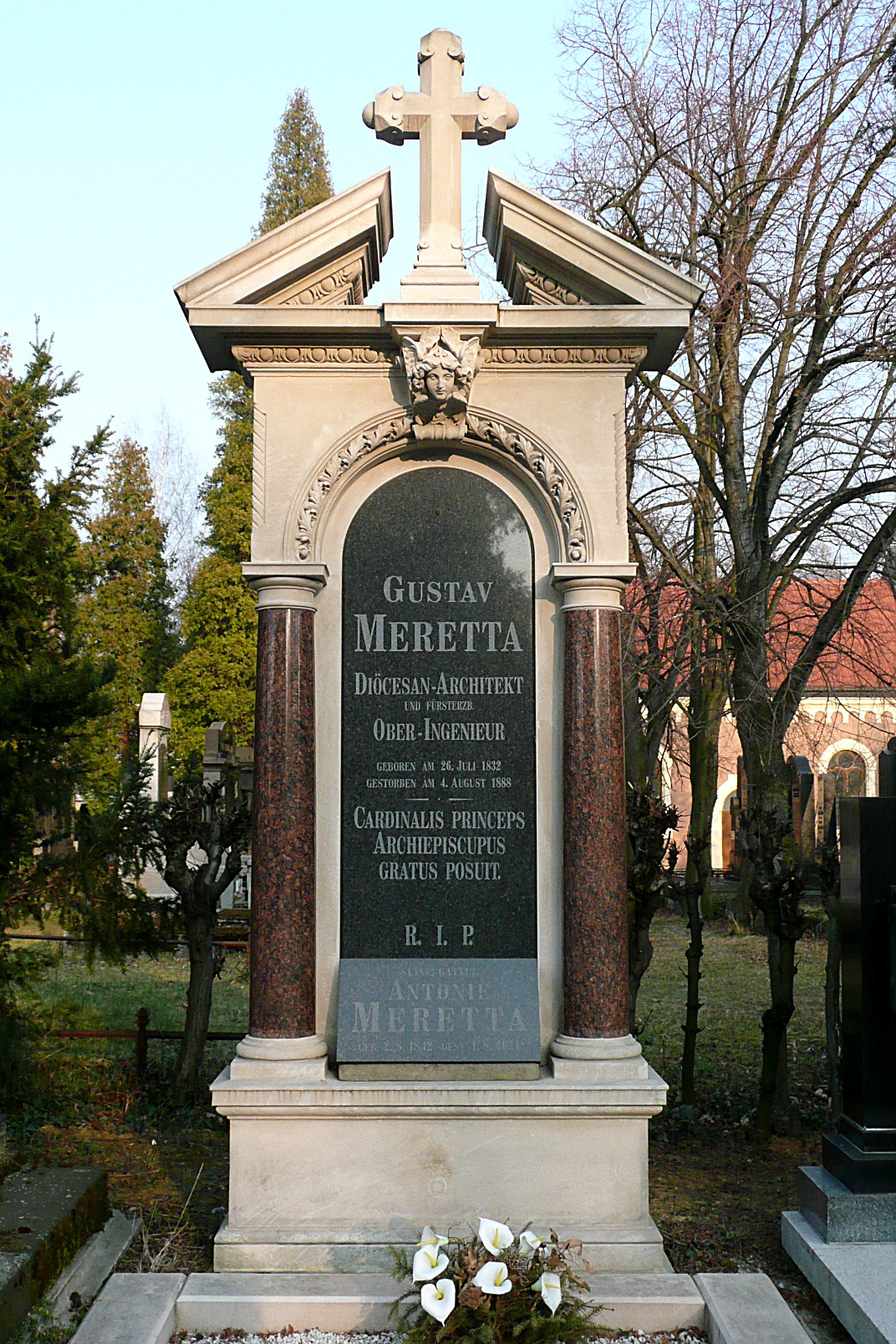
Hrob Gustava Meretty na Ústředním hřbitově v Olomouci-Neředíně.
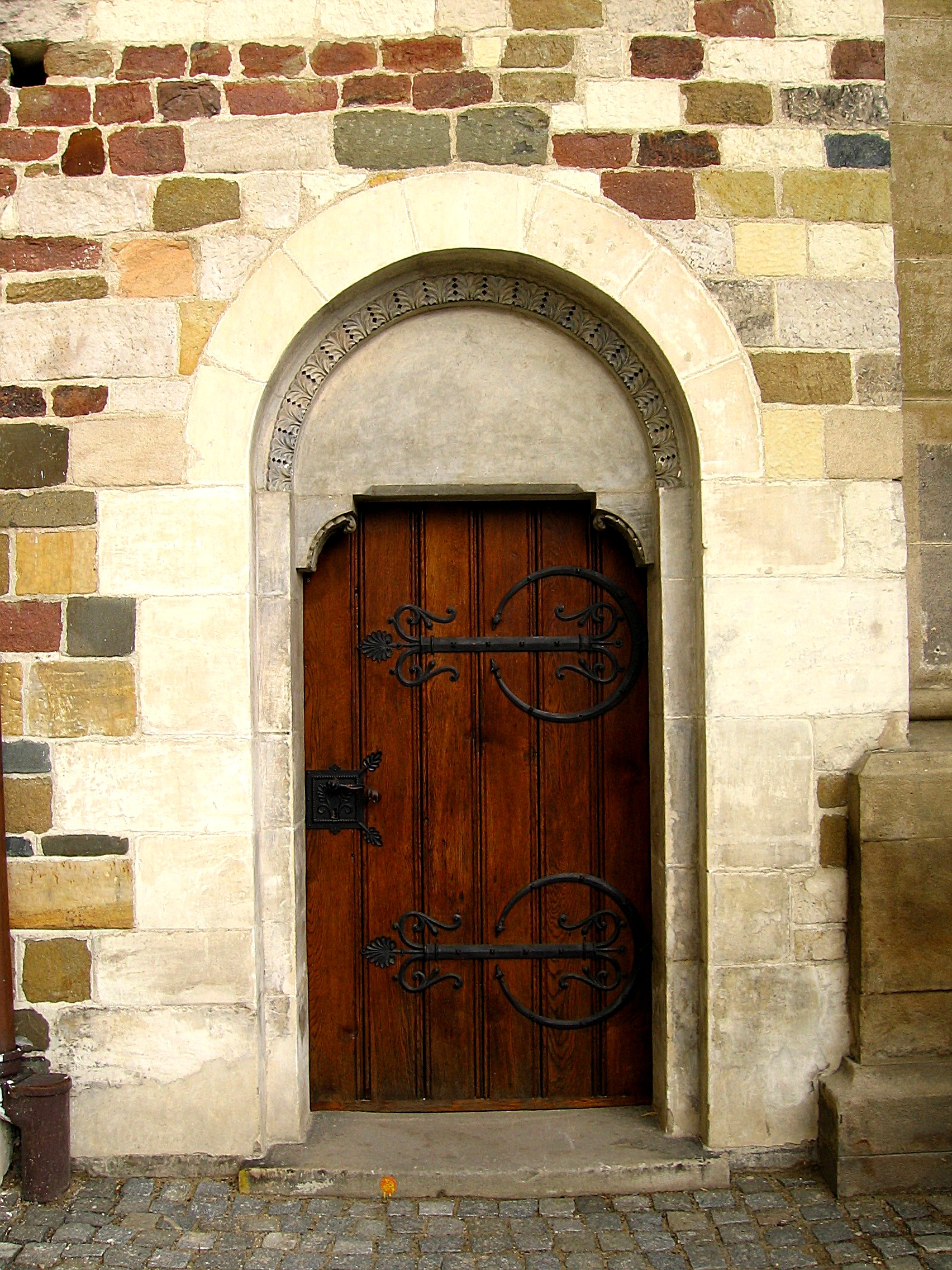
Gustav Meretta: neorománský vstup do Zdíkova paláce v Olomouci.
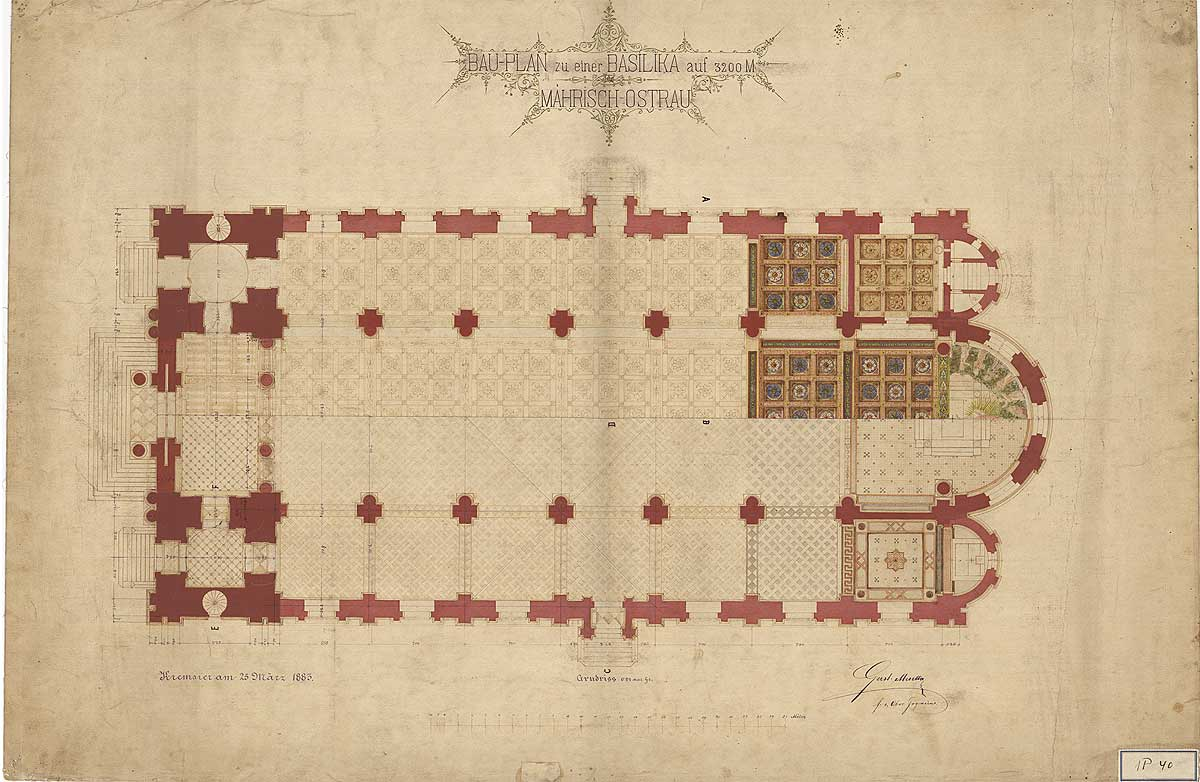
Gustav Meretta: stavební plán Katedrály Božského Spasitele v Ostravě.
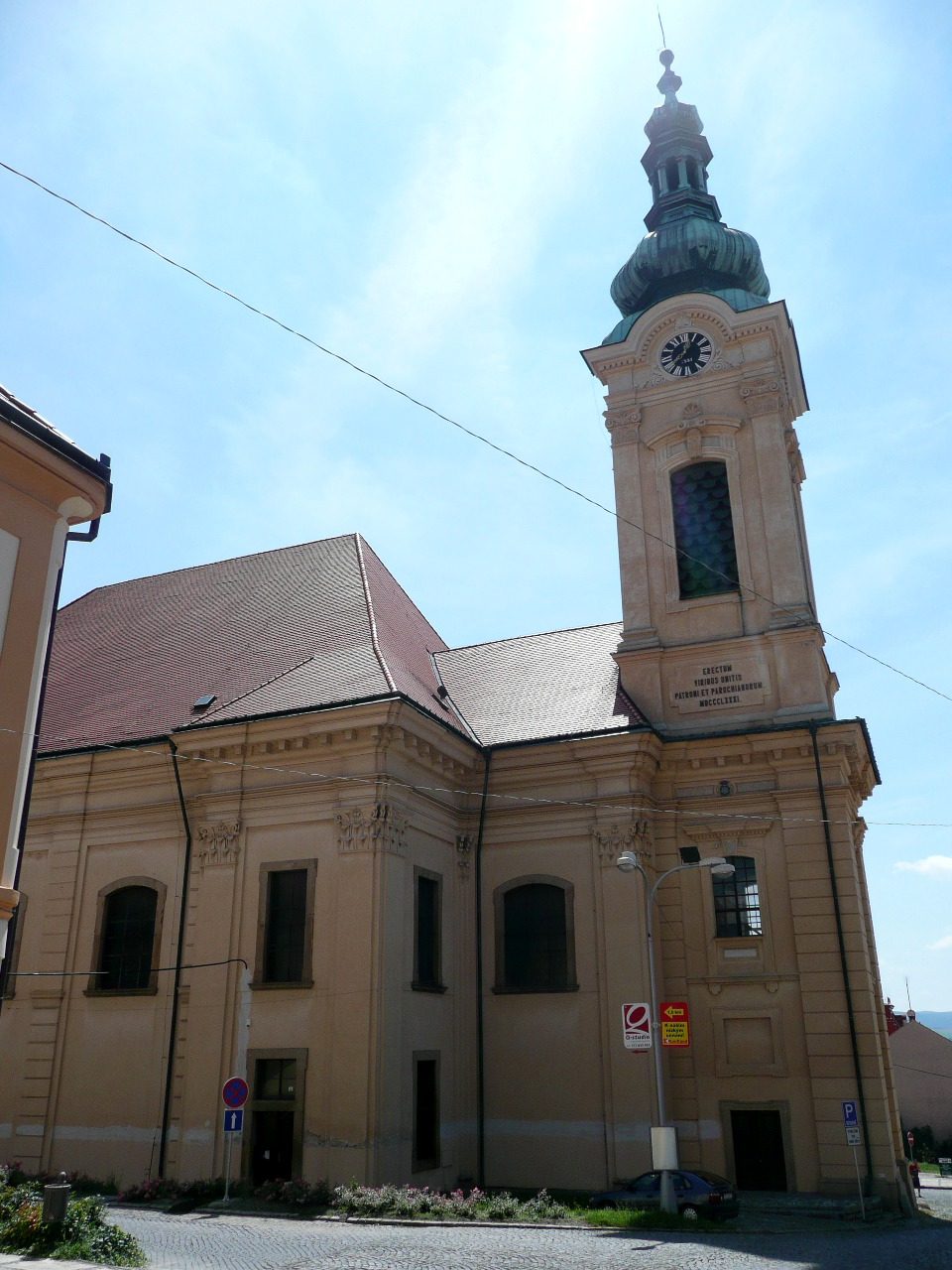
Věž kostela v Uherském Brodě
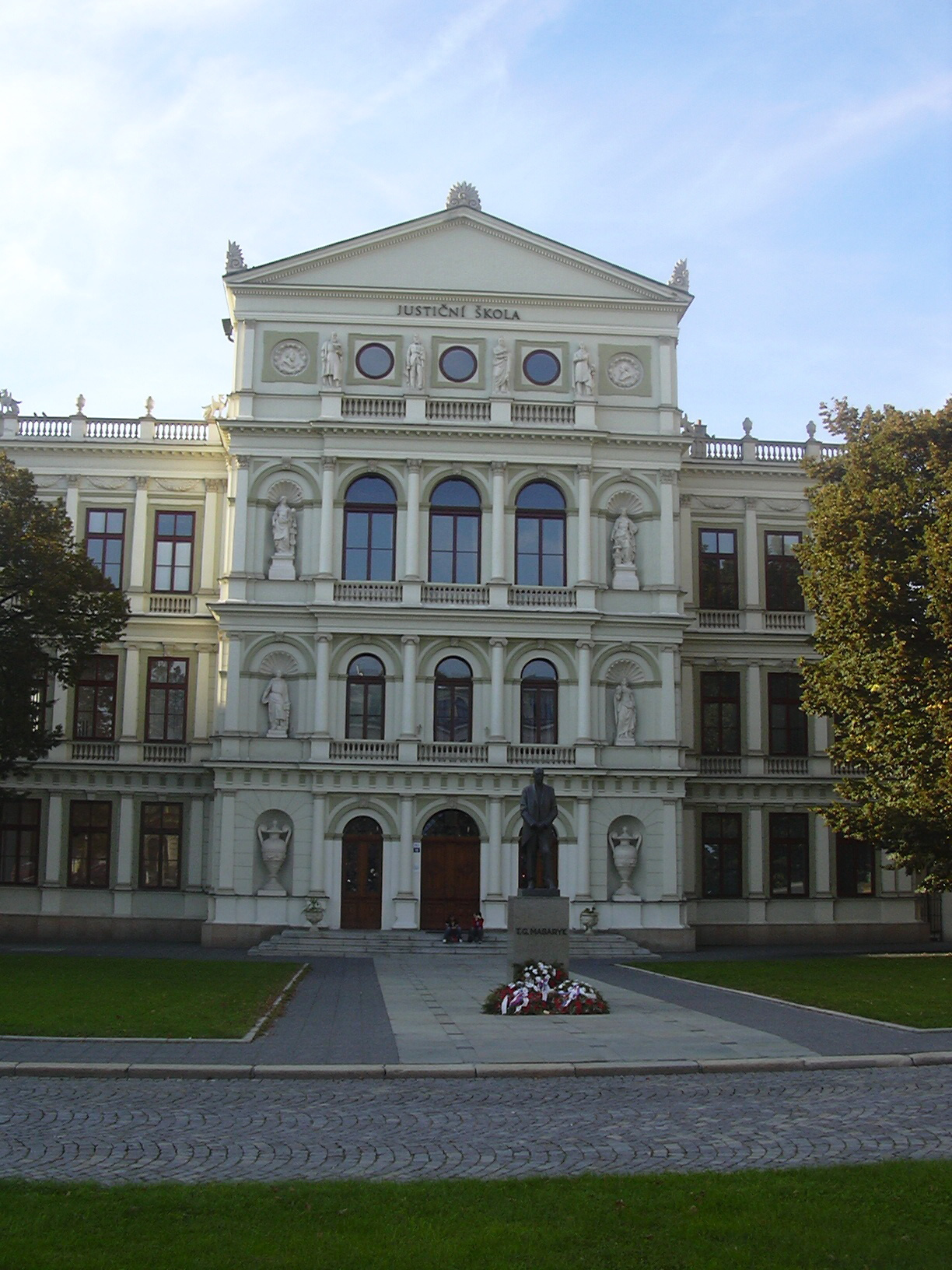
Justiční akademie v Kroměříži
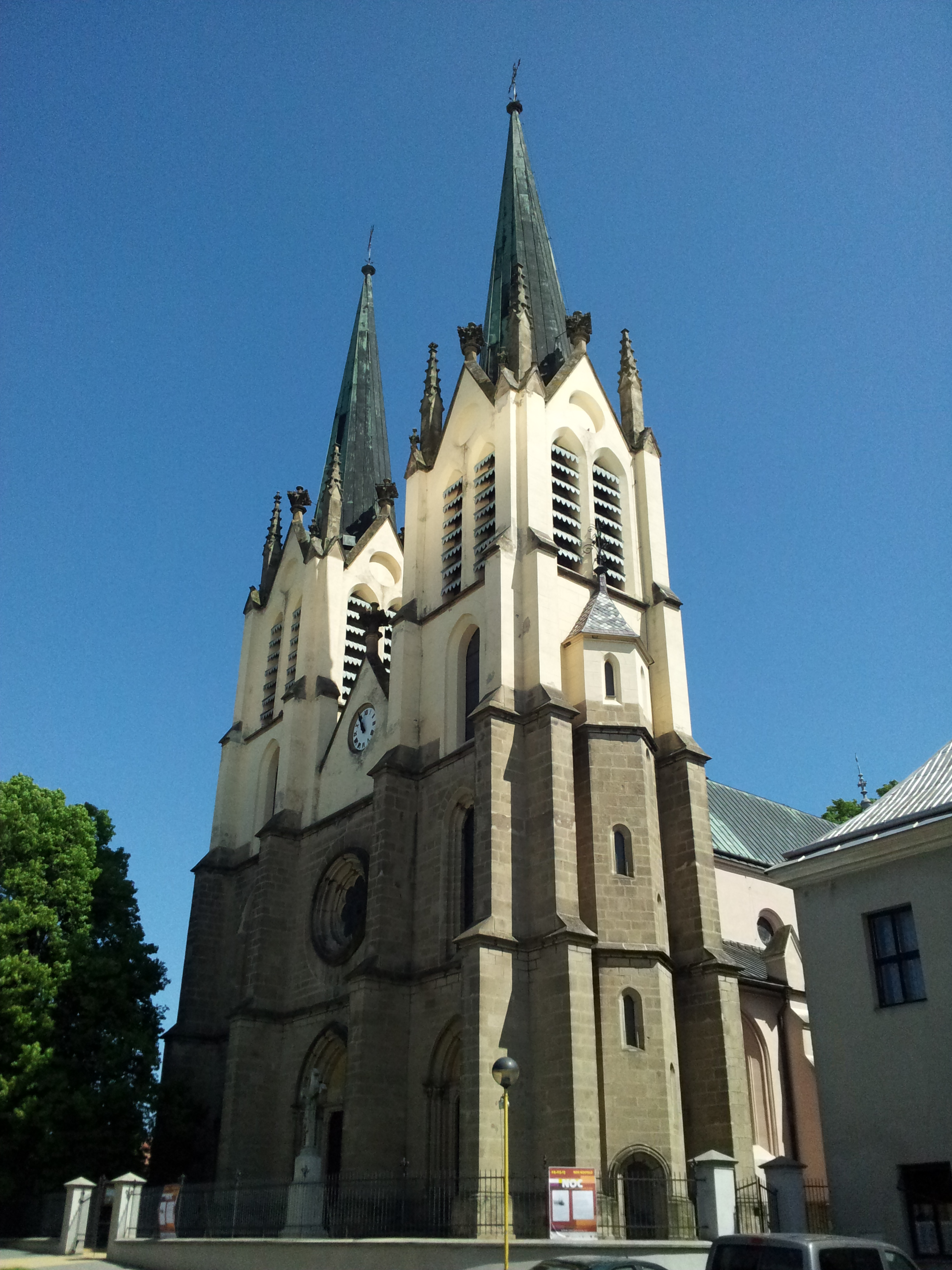
Kostel sv. Petra a Pavla v Ratajích
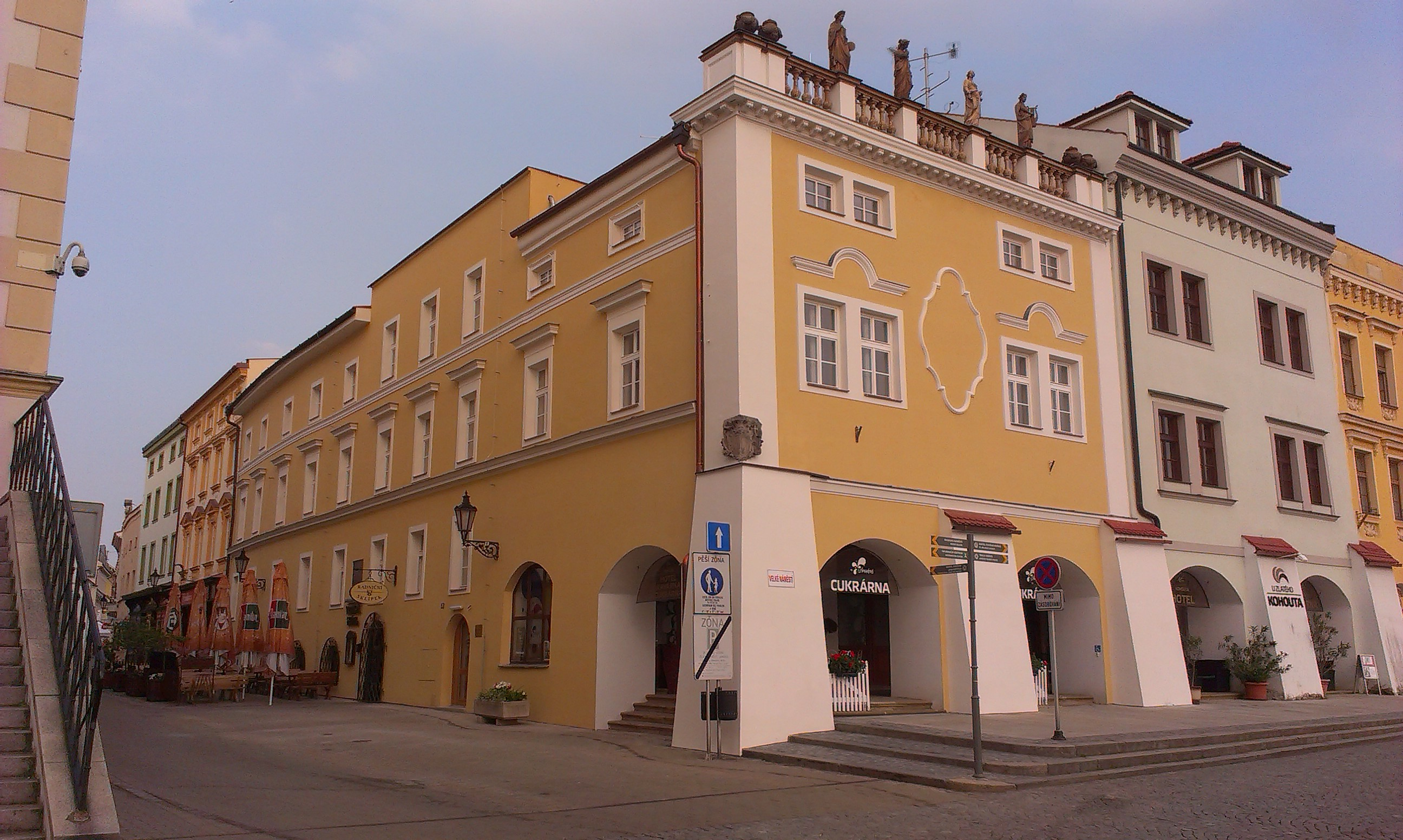
Měšťanský dům u radnice v Kroměříži